# Collegio elettorale di Arcidosso
Il collegio elettorale di Arcidosso è stato un collegio elettorale uninominale del Regno di Sardegna, uno dei tre della provincia. Fu istituito col regio decreto del 21 gennaio 1860 promulgato del governo provvisorio guidato da Bettino Ricasoli. Comprendeva, oltre ad Arcidosso, i territori di Castel del Piano, Cinigiano, Santa Fiora, Pitigliano, Roccalbegna, Sorano.

## Dati elettorali
Nel collegio si svolsero votazioni solo per la settima legislatura. In seguito il collegio fu  unito al collegio elettorale di Scansano.

### VII legislatura
Le votazioni si svolsero in 387 collegi uninominali a doppio turno. Come previsto dalla legge elettorale del 20 novembre 1859, era eletto al primo turno il candidato che «riunisce in suo favore più del terzo dei voti del total numero dei membri componenti il collegio e più della metà dei suffragi dati dai votanti presenti all'adunanza» (art. 91). Se nessun candidato era eletto, al ballottaggio tra i due candidati con più voti era eletto chi otteneva il maggior numero di voti (art. 92) o, in caso di ugual numero di voti, il maggiore d'età (art. 93).
| Partito                            | Partito                            | Candidato                          | Risultati 25 marzo 1860 | Risultati 25 marzo 1860 |
| Partito                            | Partito                            | Candidato                          | Voti                    | %                       |
| ---------------------------------- | ---------------------------------- | ---------------------------------- | ----------------------- | ----------------------- |
|                                    | —                                  | Lorenzo Sforza Cesarini            | 377                     | 71,00                   |
|                                    | —                                  | Bernardino Martinucci              | 83                      | 15,63                   |
|                                    | —                                  | Lorenzo Grottanelli                | 71                      | 13,37                   |
|                                    |                                    |                                    |                         |                         |
| Iscritti                           | Iscritti                           | Iscritti                           | 701                     | 100,00                  |
| ↳ Votanti (% su iscritti)          | ↳ Votanti (% su iscritti)          | ↳ Votanti (% su iscritti)          | 541                     | 77,18                   |
| ↳ Voti validi (% su votanti)       | ↳ Voti validi (% su votanti)       | ↳ Voti validi (% su votanti)       | 531                     | 98,15                   |
| ↳ Schede non valide (% su votanti) | ↳ Schede non valide (% su votanti) | ↳ Schede non valide (% su votanti) | 10                      | 1,85                    |
| ↳ Astenuti (% su iscritti)         | ↳ Astenuti (% su iscritti)         | ↳ Astenuti (% su iscritti)         | 160                     | 22,82                   |

L'elezione fu approvata dalla Camera nella tornate del 9 aprile. Il relatore, l'onorevole Vincenzo Capriolo mise in evidenza come alle votazioni avessero partecipato diversi elettori analfabeti. Il numero era di 114 più quelli della sesta sezione, che però non ne aveva registrata la quantità. Il relatore fece notare che anche togliendo a Sforza Cesarini i voti degli analfabeti, il risultato non sarebbe cambiato. Fece anche notare che la legge non richiedeva la capacità di leggere per gli elettori di quelle nuove provincie dove in passato "non si richiese che l'elettore fosse alfabeto", il che era appunto la situazione della legge elettorale toscana.